# Poinsotova spirala
Poinsotova spirála [puansójeva ~] je v matematiki vsaka izmed dveh vrst spiral, ki ju opišeta enačbi v polarnih koordinatah:
{\displaystyle r=a\ \operatorname {csch} (n\theta )\!\,,}
{\displaystyle r=a\ \operatorname {sech} (n\theta )\!\,,}
kjer pomeni:
- csch hiperbolični kosekans
- sech hiperbolični sekans

Spirala se imenuje po francoskem matematiku in fiziku Louisu Poinsotu.

### Dve vrsti Poisotovih spiral:
| {\displaystyle r=\operatorname {csch} (\theta /3)\,} | {\displaystyle r=\operatorname {sech} (\theta /3)\,} |